# Ланграйн великий
Ланграйн великий (Artamus maximus) — вид горобцеподібних птахів родини ланграйнових (Artamidae).

## Поширення
Ендемік Нової Гвінеї. Поширений у горах Кордильєра-Сентраль, на півострові Гуон та Арфацьких горах. Живе у дощових лісах з густим пологом.

## Опис
Дрібний птах, завдовжки 20-21 см, вагою 52-69 г. Це птах з міцною зовнішністю, з сплющеною головою, коротким конічним дзьобом, довгими загостреними крилами з дуже широкою основою і коротким квадратним хвостом, а також досить короткими ногами. Голова, спина, верхня частина грудної клітки, крила та хвіст чорні. Груди і живіт чисто білі. Дзьоб синювато-сірого кольору, очі темно-карі, а ноги чорнуваті.

## Спосіб життя
Живе на деревах. Тримається невеликими зграями. Живиться комахами, переважно летючими. Репродуктивний сезон триває з серпня по грудень. Моногамні птахи, при пара співпрацює в будівництві гнізда, у висиджуванні яєць та догляді за виводком. Чашоподібне гніздо будує на дереавах. У гнізді 2-4 яйця.